# Жимолость кавказская
Жимолость кавказская (лат. Lonicera caucasica) — кустарник, вид рода Жимолость (Lonicera) семейства Жимолостные (Caprifoliaceae). В диком виде растёт на Кавказе, в светлых горных лесах.

## Ботаническое описание
Листопадный кустарник высотой до 3 м. Кора побегов серого цвета.
Листья голые, простые, почти ланцетной формы, заострённые, к основанию суженные, длиной 4-10 см.
Цветки парные, пурпурные или розово-фиолетовые. Время цветения — июнь-август.
Плоды — шаровидные попарно сросшиеся ягоды чёрного цвета, созревают в августе-сентябре. Ядовиты.

## Применение
На Кавказе используется в декоративном озеленении.